# Alloxiphidiopsis ovalis
Alloxiphidiopsis ovalis är en insektsart som beskrevs av Liu, Xiangwei och Dong Zhang 2007. Alloxiphidiopsis ovalis ingår i släktet Alloxiphidiopsis och familjen vårtbitare. Inga underarter finns listade i Catalogue of Life.